# アンズオン区
アンズオン区（アンズオンく、ベトナム語：Quận An Dương / 郡安陽）は、ベトナム社会主義共和国のハイフォン市に存在する区。面積は98.32 km²、人口は164,300人（2018年）である。

## 行政
アンズオン区は10坊を管轄している。
- アンドン坊（An Đồng / 安同）
- アンハイ坊（An Hải / 安海）
- アンホア坊（An Hòa / 安和）
- ドンタイ坊（Đồng Thái / 同泰）
- ホンフォン坊（Hồng Phong / 鴻豊）
- ホンタイ坊（Hồng Thái / 鴻泰）
- レロイ坊（Lê Lợi / 黎利）
- レティエン坊（Lê Thiện / 黎善）
- ナムソン坊（Nam Sơn / 南山）
- タンティエン坊（Tân Tiến / 新進）